# Relaciones Birmania-Guatemala
Las relaciones Guatemala-Birmania  son las relaciones internacionales entre Birmania y Guatemala. Los dos países no han establecido relaciones diplomáticas entre sí.

## Relaciones diplomáticas
Guatemala no mantiene relaciones diplomáticas con casi 38 países, gran mayoría de ellos en África y Asia entre ellos está Birmania.
Birmania es uno de los países que deben procesar una visa guatemalteca en las Representaciones Diplomáticas, Embajadas o Consulares de Guatemala en el extranjero.